# 维达曼 (密西西比州)
維達曼（英語：Vardaman）是位於美國密西西比州卡爾霍恩縣的城鎮。

## 人口
根據2020年美國人口普查的數據，維達曼的面積為3.51平方千米，皆為陸地。當地共有人口1110人，而人口密度為每平方千米316人。